# Neu-Bamberger-Heide
Koordinaten: 49° 47′ 38″ N, 7° 55′ 38″ O

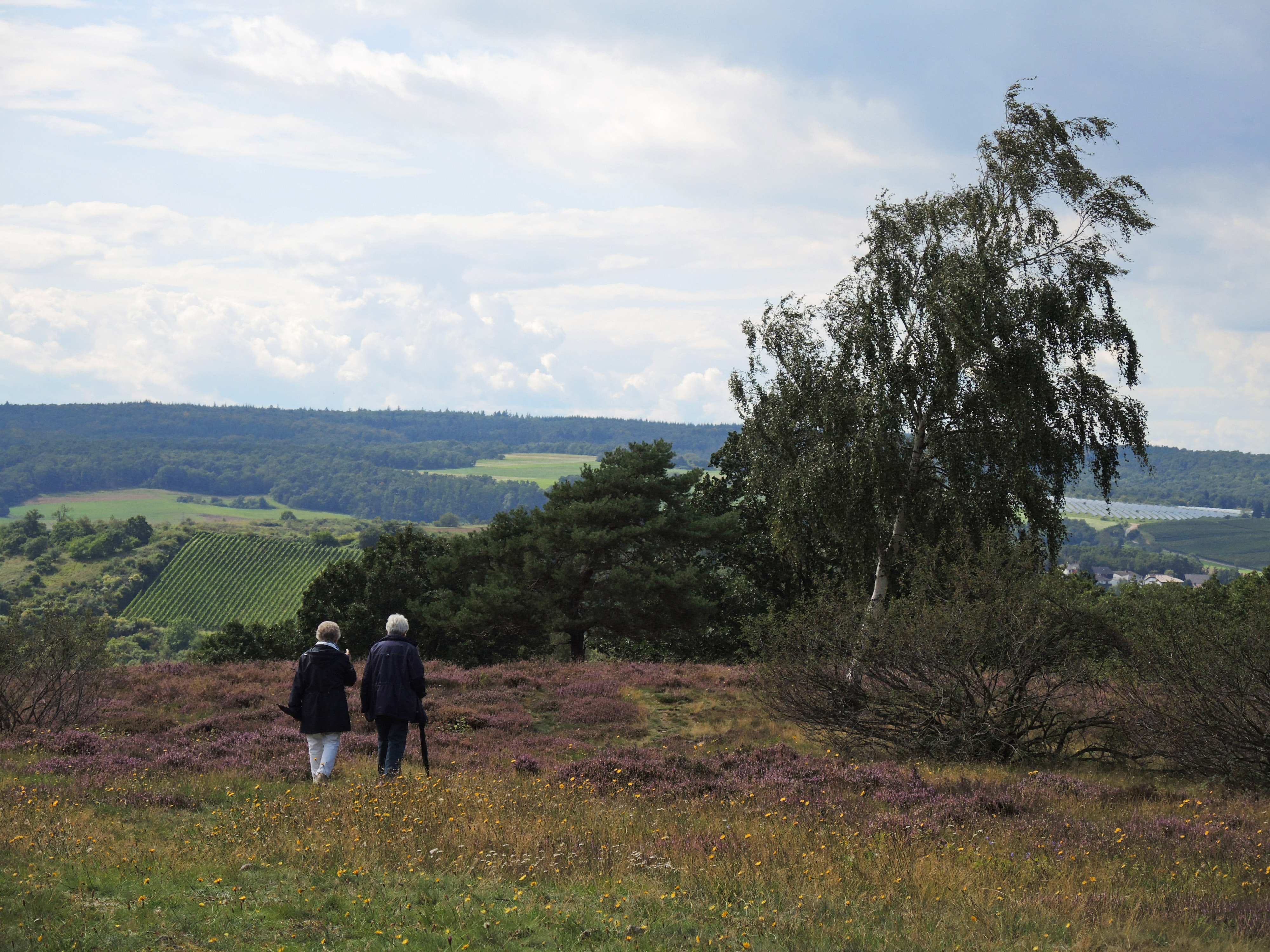
Naturschutzgebiet Neu-Bamberger-Heide (August 2014)

Das Naturschutzgebiet Neu-Bamberger-Heide liegt im Landkreis Bad Kreuznach in Rheinland-Pfalz. Das 9,9490 ha große Gebiet, das aus zwei Teilflächen besteht und im Jahr 1968 unter Naturschutz gestellt wurde, erstreckt sich südlich der Ortsgemeinde Neu-Bamberg. Unweit westlich und südlich verläuft die Landesstraße L 409.